# Secale
Secale is een geslacht uit de grassenfamilie (Poaceae). De soorten komen voor in vrijwel de gehele wereld.

## Soorten
Van het geslacht zijn de volgende soorten bekend:
- Secale aestivum
- Secale afghanicum
- Secale africanum
- Secale anatolicum
- Secale ancestrale
- Secale arundinaceum
- Secale barbatum
- Secale bromoides
- Secale campestre
- Secale cereale
- Secale chaldicum
- Secale ciliatoglume
- Secale compositum
- Secale cornutum
- Secale creticum
- Secale dalmaticum
- Secale daralagesi
- Secale derzhavinii
- Secale dighoricum
- Secale fragile
- Secale glaucum
- Secale hirtum
- Secale hybernum
- Secale iranicum
- Secale leptorhachis
- Secale montanum
- Secale orientale
- Secale prostratum
- Secale pumilum
- Secale pungens
- Secale reptans
- Secale segetale
- Secale sibiricum
- Secale spontaneum
- Secale strictum
- Secale sylvestre
- Secale triflorum
- Secale turkestanicum
- Secale vavilovii
- Secale vernum
- Secale villosum